# Ulster (contea di Bradford)
Ulster è una township degli Stati Uniti d'America, nella contea di Bradford nello Stato della Pennsylvania. Secondo il censimento del 2000 la popolazione è di 1.340 abitanti.

## Società

### Evoluzione demografica
La composizione etnica vede una maggioranza di quella bianca (97,54%), seguita dai nativi americani (1,04%) dati del 2000.
| township di Ulster Popolazione |       |
| 2000                           | 1.340 |
| Stima al 2009                  | 1.270 |